# 人類陰莖
人類陰莖是男性人類排尿和交配的器官。人的陰莖陰莖由三個主要部分組成：根部、體部，以及用以覆蓋龟头的上皮部分（包括陰莖体部两侧的皮膚和包皮）。阴茎的主體主要由两个位于背侧的陰莖海綿體和一个位于腹侧的尿道海綿體組成。尿道則經過與射精管連接的前列腺以及陰莖海綿體，最终到達尿道外口，其位於陰莖龜頭的尖端。以上路徑是排尿和射精的主要通道。大部分男性的陰莖是從跟陰蒂相同的胚胎結構發育而來；男性陰莖周圍的皮膚跟女性陰唇亦屬同源結構。因為陰莖海綿體充血而使陰莖變硬、變大的現象稱為勃起，其通常在性興奮期間發生，但也可在不與性有关的情境底下發生，這在青少年當中尤其普遍。
生殖器官外型有所改變的最常見原因是包皮環切術或割禮，其以手術方式切除陰莖前端部份或是全部的包皮。以全世界來看，人們最主要是基於信仰或是文化上的理由而進行包皮環切術，醫学理由則較為罕見，这种手術亦帶有一定的爭議性。
在疲軟狀態下，陰莖体部的感覺形容為「包裹在眼瞼型皮膚中的海綿」。顏色較深的前端則由包皮所覆蓋，但前提是包皮沒有完全去除。在其完全勃起的情況下，陰莖体部会呈堅硬狀態。外圍皮膚也會變得繃緊。陰莖的勃起角度亦有所差異，包括向上或向下，向左或向右，或置中向前。此外也會有向某個方位彎曲的情況。
雖然研究結果不盡相同，但當中已有一定共識認為人類陰莖的平均勃起長度約為12.9-15厘米，95％的成年男性的陰莖勃起長度介乎10.2-19.7厘米之間。疲軟時的大小並不準確反映其真實的長度。

## 形成與結構

陰莖的結構(尿道面,勃起狀態)：1、尿道外口 2、龜頭 3、冠狀溝 4、陰莖海綿體 5、尿道海綿體 6、陰囊 7、陰莖腳 8、尿道球 9、肛門 10、包皮繫帶 11、陰莖根

陰莖橫截面

陰莖的形成是因為受到胚胎體內的特定的睾丸素的刺激。如果沒有該激素，胚胎的生殖器就會發育成女性陰道。陰莖內藏肌肉一直到睾丸的下方，可以看見合併以後痕跡。有些胚胎因為沒有完全合併，所以在陰莖下方會有開口，必須要手術修補，不然尿液可能會從陰莖下方流出。
陰莖可分為根、體和上皮三部分：
- 陰莖根部：它是與身體連接的部分，位於會陰淺隙。包含左右兩個陰莖腳和一個位於中間的陰莖球（英语：bulb of penis）。
- 陰莖體：它一般分為兩面——背部（勃起的陰莖的後上方）以及腹側（尿道）。龜頭和陰莖體之間的擁有冠狀溝。
- 陰莖上皮部分：由陰莖體部兩側的皮膚、包皮、包皮內的粘膜組成，並在疲軟狀態下覆蓋着龜頭。上皮部分沒有緊緊地贴著體部，故其能自由地前後移動[13]。

### 勃起性
陰莖具有勃起性，經由充血後可迅速地增大、變硬，勃起信號由大腦傳遞至脊隨，再由盆内脏神經接收，釋放一氧化氮使肌肉鬆弛平滑，而陰莖得以充血。
陰莖主要由兩個陰莖海綿體和一個尿道海綿體組成，外面以筋膜和皮膚包圍。陰莖海綿體為兩端細的圓柱體，左、右各一，位於陰莖的背側。左、右兩者緊密結合，向前伸延，尖端變細，嵌入龜頭後面的凹陷內。陰莖海綿體的後端左、右分離，稱為陰莖腳，分別附於兩側的恥骨下支和坐骨支。尿道海綿體（cavernous body of urethra）位於陰莖海綿體的腹側，尿道貫穿其全長。中部呈圓柱形，前端膨大為陰莖頭，後端膨大稱為尿道球（bulb of urethra），位於兩陰莖腳之間，固定在尿生殖膈的下面。每個海綿體的外面都包有一層厚而緻密的纖維膜，分別稱為陰莖海綿體白膜和尿道海綿體白膜。海綿體內部由許多海綿體小梁和腔隙構成，腔隙是與血管相通的竇隙。當腔隙充血時，陰莖即變粗變硬而勃起。三個海綿體外面共同包有淺、深陰莖筋膜和皮膚。如海綿體發育不平均，就會造成陰莖彎曲。
陰莖的皮膚薄而柔軟，富有伸展性，皮下無脂肪組織。皮膚在頭和頸處與深層貼附緊密，其餘部分則疏鬆易於游離，陰莖皮膚自頸處向前反折游離，形成包統陰莖頭的雙層環形皮膚皺襞，稱為陰莖包皮（prepuce of penis）。包皮的前端圍成包皮口，在陰莖頭腹側中線上，連於尿道外口下端與包皮之間的皮膚皺襞，稱為包皮繫帶（frenulum of prepuce）。作包皮環切術時，應注意勿傷及包皮繫帶，以免影響陰莖的正常勃起。

### 包皮
包皮是覆盖在龟头上褶成双层的阴茎皮肤，它可保护龟头使其保持表面柔軟濕潤和敏感。幼儿的包皮较长，包着整个阴茎头，包皮口也小。随着年龄的增长，包皮逐渐退缩，包皮口也逐渐扩大。青春期后包皮平时可能覆盖部分或全部龟头，阴茎勃起后可以自动或者用手轻易退到冠状沟后面。如果包皮松弛过长在自然狀態下尿道口无法露出，但借助手可以輕易翻開，称为包皮过长；而如果包皮开口过小、导致禁锢在勃起的龟头上、虽然尿道口露出但仍然影响到性生活，则称为包茎。一般來說，包皮過長仍可上翻露出龜頭，而包莖則因包皮與陰莖頭端黏連，包皮無法上翻。对包皮过长者来说，经常用洁净双手上翻并暴露龟头有助于包皮的正常退缩与阴茎的发育，但应避免龟头接触细菌感染之物。

### 龟头

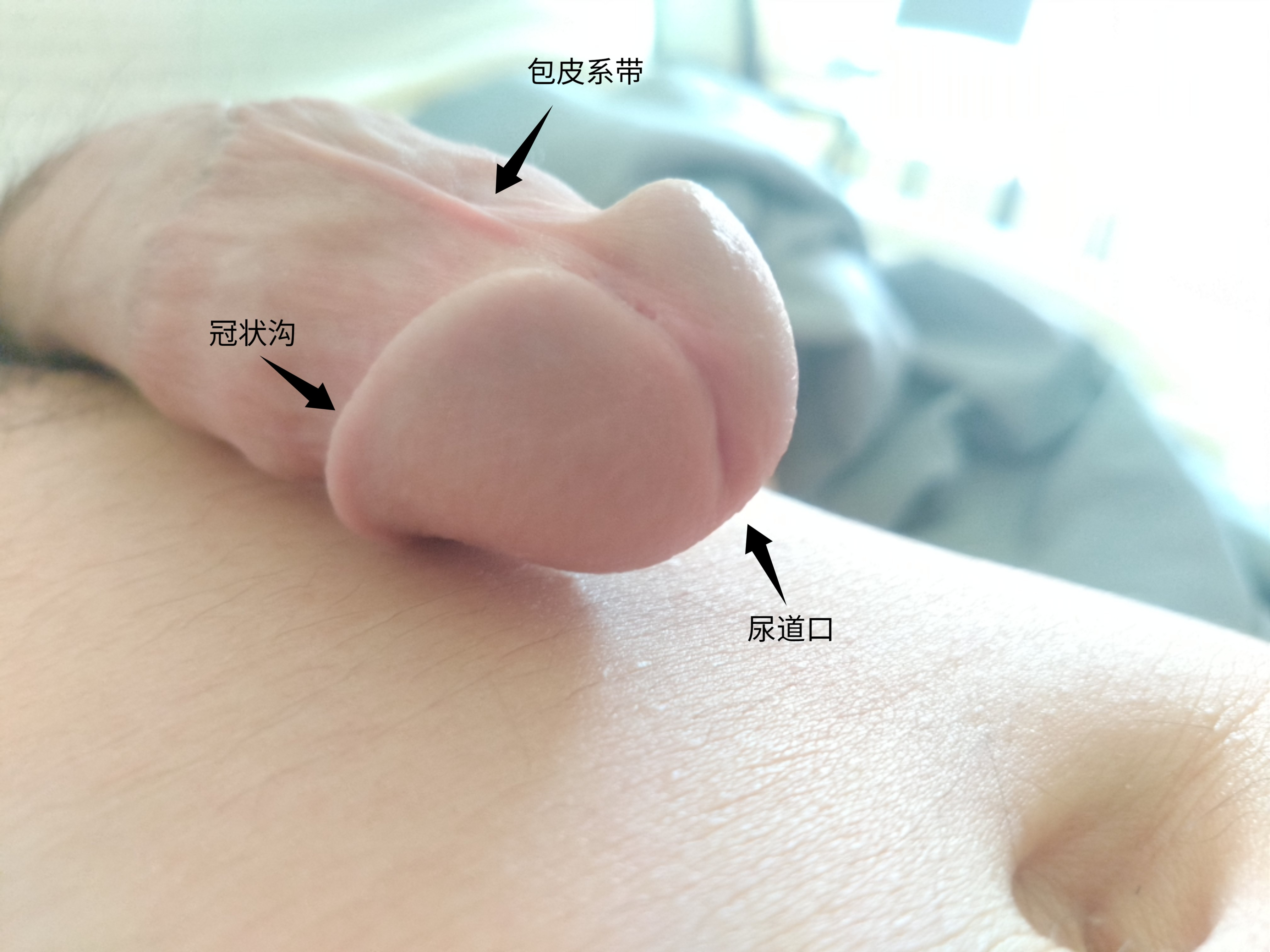
龟头的近距离特写

龟头是阴茎的顶端，由尿道海绵体的前端膨大而成，因形似乌龟头部而得名。尿道口开口于其前端，是精液和尿液的共同出口，后部颈端称为冠状沟。在龟头下方至包皮内侧之间，有一条纵向的皮肤皱襞称为包皮系带，起固定作用，并富含神经末梢，是男性敏感区域之一。

### 包皮手术
包皮环切术指用外科手术方式，环状切除阴茎包皮靠近阴茎颈或龟头的部分。也有包茎人士不需割包皮也能如平常排尿一般排精。还有许多人表示这更能让性交双方达到性高潮。

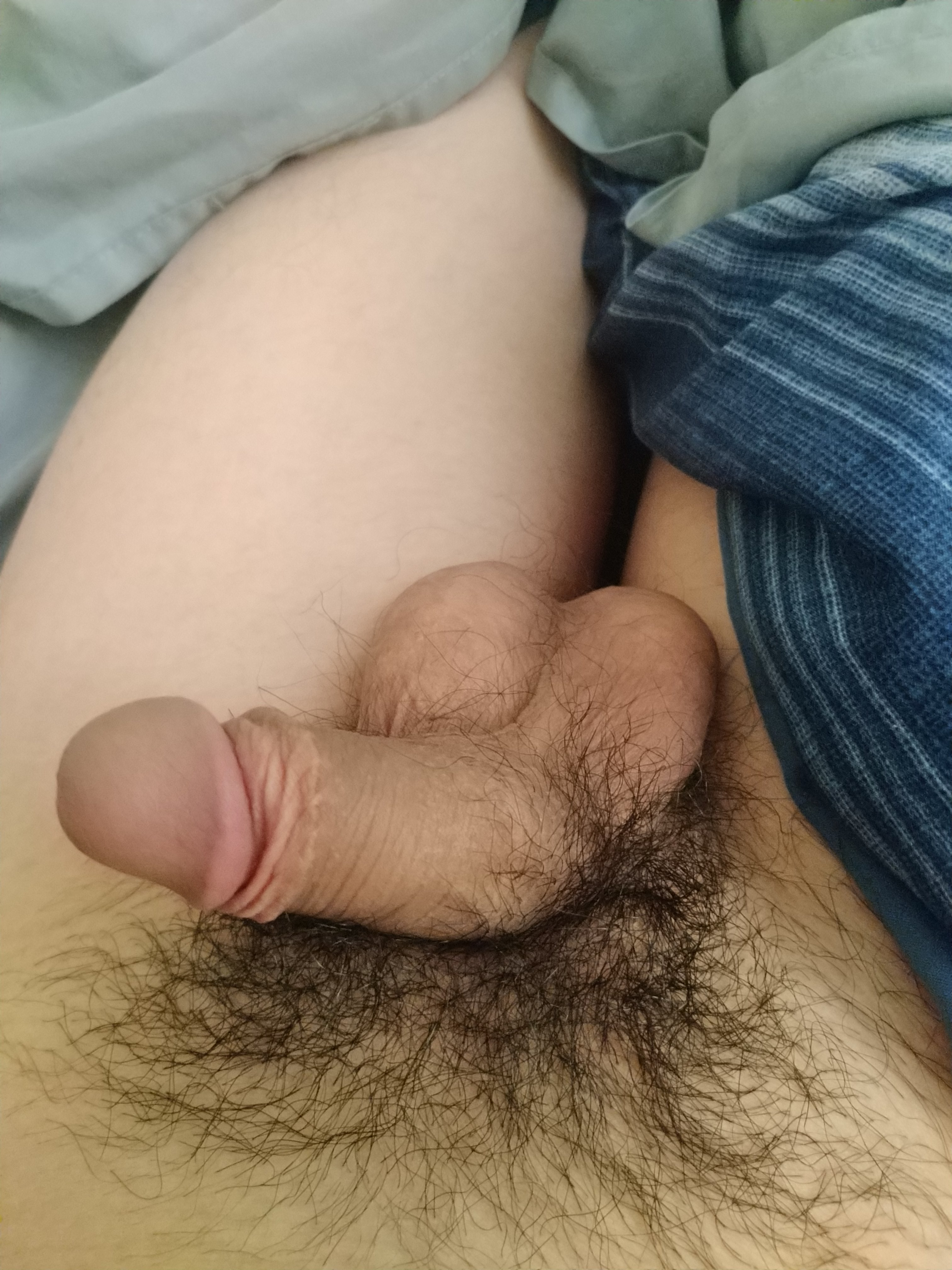
包皮手术后的阴茎，龟头持续露出

施行包皮环切术的原因有很多。世界上有些信仰宗教的人，會在男孩出生不久，進行切割包皮的儀式，称“割礼”。例如：猶太教，穆斯林。有些民族也有這種習俗。它是当前美國为新生男婴施行的常规手术；在歐洲与中國，则非男孩必需的手術，但是很多人受到不負責任廣告宣傳影響而做包皮環切手術。也有人為了美感，成年後主動做割包皮手術 讓龜頭看起來更完美。
理論上說，包皮过长的男性更容易罹患阴茎癌及其他性病。包皮内側分泌物中含有溶菌成分，能夠抵擋有害細菌，但如果不經常清潔包皮裡面的龜頭，接觸大量細菌后内部相對潮濕的環境適合細菌繁衍生殖。
成年後如果仍然有包莖，應該考慮將過多的包皮手術切除，使陰莖頭露出。如果只是包皮過長，在勃起，或者沒有勃起的情況下，可以用手完全將龜頭露出。那麼只要日常經常清潔，就沒有切除包皮的必要。由於包皮阻隔了與貼身衣物等的摩擦接觸，龜頭會相對敏感，性交或者自慰的時候，會有更加強烈的感覺，因此有切除包皮後，龜頭敏感度的降低而延遲射精之說法。
很多男性因為一出生，自己沒有選擇能力，包皮就被切割。有些因此而希望自己能夠有包皮。包皮長短在生理上並沒有什麼關係，主要是心理上的想法。因此有專門的醫生提供包皮修復的手術。
包皮背切术也是治疗包皮过长或包茎的手术，使阴茎勃起时能够露出龟头。其外观类似包皮环切，但其组织并未移除。

## 尺寸（长度及粗细）
人類陰莖的平均勃起長度約為12.9-15厘米，95％的成年男性的陰莖勃起長度介乎10.7–19.1厘米之間。阴茎的长短和男性的性能力幾乎是完全沒有关联，亦不是影响女性获得性快感的要素，真正影響到性爱品质的是阴茎的圍度（粗細）與硬度。一般医学上认为，男性阴茎长度僅需大于5厘米即可有正常的性生活。
醫界對陰莖勃起長度的定義有三種：
1. 海綿體的總長：因為包括體內內陰莖部份，唯有在手術時才能測量。
2. 陰莖勃起長度：也就是外露部份，從恥骨到龜頭的長度。
3. 陰莖功能長度：這項定義必須考量有些男人恥骨周圍的脂肪較厚，陰莖根部可能陷入肥肉裡，造成長度縮短，所以必須按壓恥骨測量，其長度比「陰莖勃起長度」稍長。

曾經有人說陰毛少代表陰莖長和粗，事實上為流言。
一般長度量測方式是：按壓恥骨脂肪以硬尺抵住，牽拉陰莖使之延長後量測至龜頭最前端。

## 作用

### 生殖作用
阴茎作为雄性生物的主要生殖器官，主要作用在于将精液输入雌性生物体内。同时由于阴茎上布满密集的神经，也是重要的性感帶。
陰莖通過性刺激就會通過初級勃起中樞形成完整的神經反射弧，血液進入陰莖的血管，使陰莖海綿體壓迫靜脈血管，血液無法倒流，從而使陰莖勃起，富有硬度，能持續相當的時間完成性交。

### 生理作用
人类男性通过阴茎排尿。

## 臨床意義

### 相關疾病
- 嵌頓性包莖指的是當事人無法把包皮翻回龜頭的疾病，它的可能诱因有水腫、某些醫療程序以及激烈的性行為。
- 在佩羅尼氏病中，患者陰莖海綿體外的白膜中形成了瘢痕組織，導致患者的陰莖彎曲。嚴重的佩羅尼氏病可通过手術改善。
- 血栓可在長期頻繁的性活動之中形成，特别是陰莖口交。这通常是無害的，且能在幾週中自癒。與皰疹病毒的攜帶者發生性接觸後，當事人便有機會感染皰疹病毒，繼而引起單純皰疹的發展。
- 陰部神經壓迫症候群（英语：Pudendal nerve entrapment）是一种以坐下疼痛、陰莖感覺和性快感局部消失为特徵的疾病，兩者完全喪失的例子亦有不少。过硬及狹窄的自行車座位和意外皆可導致陰部神經受損。 這亦有机会在女性的陰蒂發生。
- 若勃起的陰莖突然過度彎曲，便有机会導致陰莖折斷。在損傷过程中当事人常会先聽見陰莖折斷所發出的聲響，及後感到劇烈的痛楚。当事人應盡快尋求緊急醫療援助，因為及時的醫療援助能減低永久性陰莖彎曲的机会。
- 糖尿病的併發症——周圍神經病變可引起陰莖包皮刺痛，它亦有可能引起陰莖感覺局部或完全消失；此外亦有案例指阴茎的組織會鈣化或骨化成類似外骨骼的構造，是為阴茎骨化症[15]。
- 勃起功能障礙是一種陰莖不能勃起或維持勃起以滿足性生活的疾病。糖尿病和年老是其中二个主因。其有很多治療方法，最著名的則是第五型磷酸二酯酵素抑制劑（PDE5抑制劑）治療法，PDE5抑制劑包括西地那非（商業用名Viagra，亦即威而鋼）等藥物，其通过舒張陰莖海綿體血管的方式產生治療作用。
- 陰莖異常勃起是一種令人感到痛苦且具有潛在風險的疾病，患者的陰莖会不正常地持續勃起，無法回復至疲軟狀態。持續超過四個小時的異常勃起是一種急需治療的狀況。其病因至今尚未明晰，但已確定神經和血管在当中扮演着重要的角色。其潛在的併發症則包括身體組織缺血、血栓形成以及勃起功能障礙。在一些較為嚴重的个案中，其可引致患者出現壞疽，繼使其可能需要截肢。會誘發陰莖異常勃起的藥物有很多，當中包括前列腺素。與一般常識相反，西地那非（威而鋼）不會誘發服用者出現陰莖異常勃起[16]。
- 淋巴管硬化（英语：Lymphangiosclerosis）指的是淋巴管出現了硬化。即使患者的陰莖呈疲軟狀態也好，他也會感受到陰莖内部出現了一些硬化腫塊，或其他类似的感覺；陰莖勃起時更会加重之。這是一種良性的身體疾病，並且相當普遍：當一名男性在短時間內從事十分大量的性活動時便有機會出現。患者一般只需稍息一会，以及進行適切的護理（如使用潤滑劑），便能夠痊癒。
- 陰莖癌是一種十分罕見的癌症，在發達國家當中，每10萬人才有1人確診患上陰莖癌。一些醫學文獻指出，包皮切割可預防男性患上這種疾病，但這一见解在醫學界當中仍存有爭議[17]。
- 拉鍊夾傷陰莖是指因為拉動拉鍊而造成的陰莖損傷，根據泌尿科醫師統計，這是造成陰莖受傷的主要原因之一。[18]

#### 发展障碍
- 尿道下裂是發育異常的一種，當中尿道口的位置不在正常的陰莖前端。但其亦可能是醫源性疾病一種：導尿管的向下壓力可導致尿道下裂[19]。其可通过手術治療。
- 小阴茎指的是異常短小的陰莖，其可由發育或先天性問題引起。
- 雙陰莖是指男性天生就有二個陰莖的疾病。然而這是十分罕見的。

#### 心理障礙
- 縮陽症：陰莖会缩入自身體內的妄想，是一種與文化有關的精神障礙，主要發生於加納、蘇丹、中國、日本、東南亞和西非等地方。
- 2008年4月，剛果金夏沙的警員扣留了14名「陰莖搶劫事件」中的疑犯及疑似受害者，疑犯們遭「受害者」指控以黑魔法或巫術偷了他們的陰莖，並以此進行勒索。这件事件使当时的剛果社會出現了一陣恐慌。為了避免10年前在加納發生的流血事件，当地警方把毆打「陰莖搶劫者」至死亡的暴徒全數逮捕[20]。
- 阴茎羡妒：弗洛伊德所提出的理論，其帶有一定爭議性，此一理論認為所有女性本質上都對男性的陰莖帶有羨妒之心。
- 性别焦虑症：在跨性别者中多见。在MtF（跨性別女性）中，通常是由阴茎等男性生殖器官于她们自身的存在和阴道等女性生殖器官的缺失导致的。而在FtM（跨性別男性）中，通常是由阴道等女性生殖器官于他们自身的存在和阴茎等男性生殖器官的缺失导致的。通过性別重置手術对生殖器官的整形，通常可以有效改善或治愈该病病情。

## 文化
冰島北海岸捕鯨漁村胡沙維有一間陰莖博物館，於1997年開業，每年5月到9月的開館期間都吸引數以千計訪客參觀，館內專門展出276條雄性動物的陰莖，但一直都沒有人類的陰莖展出。直到2011年，一名冰島老翁逝世後，他的陰莖就捐贈予這間博物館。

### 崇拜
全世界有许多民族都存在一种普遍现象，就是人类对阴茎的崇拜，即生殖器崇拜。譬如玛赛人就以露出阴茎为荣，而以隐蔽阴茎为耻辱。巴西的印第安人也是如此，在一般情况都裸体露出阴茎，在舞蹈穿衣服时，也不放弃把人造的性器模型挂在衣服上露面的机会。而许多地方部落的图腾亦造成阳具的形状。
铁男根祭是日本神奈川县的传统祭祀，可追溯至17世纪，祭祀一位名叫“铁男根”的大神，活动于每年4月2日举行，神社会放出不同色彩及大小的阳具，让人膜拜。当地居民相信灵神可带来子孙，增強性能力与转运。

### 俗称
有关“阴茎”的词源与名称，参见该条目的“词源”章节。有一些名词特别被用来称呼人类阴茎，如：古代太监有时称陰莖为“寶貝”
；人们有时会用“老二”等词语来比喻阴茎；等等。